# Jacques Bayardon
Pas d'image ? Cliquez ici

a Compétitions nationales et continentales officielles uniquement.

b Matchs officiels uniquement.
Jacques Bayardon, né le 25 janvier 1934 à Mâcon (France) et mort dans la même ville le 3 août 1999, est un joueur international français de rugby à XV évoluant au poste de pilier au RC Chalon durant sa carrière. 

## Biographie
Jacques Bayardon naît le 25 janvier 1934 à Mâcon dans le département français de la Saône-et-Loire,.
Il dispute son premier test match avec l'équipe de France le 4 janvier 1964 contre l'équipe d'Écosse, et le dernier contre l'équipe d'Angleterre, le 22 février 1964. 

## Statistiques en équipe nationale
- Sélections en équipe de France : 3.
- Tournoi des Cinq Nations disputé : 1964.